# Richard Talmadge
Richard Talmadge né Sylvester Metzetti le 3 décembre 1892 à Munich et mort le 25 janvier 1981 à Carmel-by-the-Sea en Californie, est un acteur, réalisateur et producteur de cinéma américain d'origine allemande,,.

## Biographie
Avec ses frères, Victor (1895-1949) et Otto Metzetti (1890-1949), il se produit comme voltigeur avec le numéro acrobatique The Flying Metzettis. Ils mettent au point notamment le quadruple saut depuis la bascule suivi d'une arrivée dans un fauteuil, performance remarquable pour l'époque (1917). Au cinéma, Richard Talmage commence sa carrière comme cascadeur, doublant tout d’abord Slim Summerville et Douglas Fairbanks, avant de lui-même obtenir des rôles d’envergure. Avec le développement du cinéma parlant, son fort accent allemand constitue un obstacle à sa carrière hollywoodienne, mais son ami Henry Hathaway lui offre la possibilité de s'essayer en tant que coordinateur de cascades et assistant réalisateur.
Parmi ses nombreux films, citons American Manner, Dancing Dynamite, Speed Madness et la série des Pirate Treasure.
Il a réalisé Project Moonbase (1953).
Mort d'un cancer, l'artiste est enterré à Inglewood Park Cemetery (en) en Californie.

## Famille
Richard Talmadge a quatre frères.
- Albert Metzetti, né le 9 janvier 1885 et mort le 20 août 1940 à Los Angeles, assistant réalisateur de The Wall Street Whiz (1925) et The Better Man (1926)[7]
- Otto Metzetti, né le 20 mai 1890 et  mort le 31 janvier 1949 à Los Angeles, acrobate, cascadeur et acteur apparu dans une douzaine de films[4],[7].
- Victor Metzetti, né le 1er septembre 1895 et mort le 21 août 1949, cascadeur[4],[7]
- Thomas Metzetti, né le 7 octobre 1897 et mort en mai 1968 à Spokane, qui travaille dans la direction publicitaire et apparait comme figurant dans quelques films[7]

## Filmographie partielle
Acteur
- 1923 : Let's Go de William K. Howard
- 1924 : American Manners de James W. Horne : Roy Thomas[8]
- 1924 : L'Amérique l'a échappé belle (Laughing at Danger) de James W. Horne
- 1925 : Tearing Through d'Arthur Rosson : Richard Jones[9]
- 1925 : L'Indomptable Diavolo (The Fighting Demon) d'Arthur Rosson : John Drake[10]

- 1925 : Youth and Adventure (en) de James W. Horne

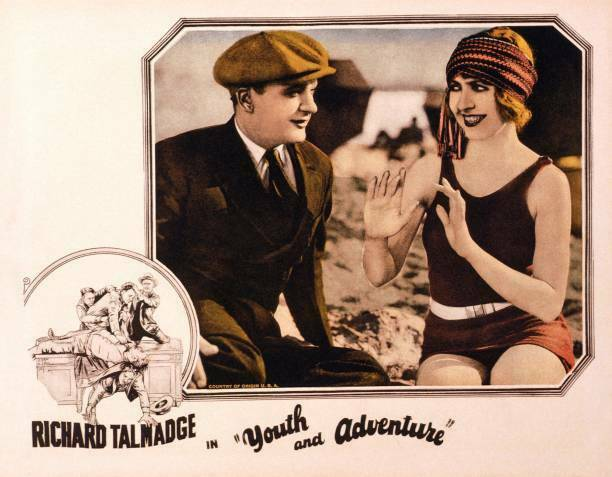
Youth and Adventure (1925).

- 1929 : The Bachelor's Club réalisé par Noel M. Smith
- 1929 : Sonny Boy, réalisé par Archie Mayo
- 1931 : Yankee Don de Noel M. Smith (as Noel Mason)[11]
- 1931 : Dancing Dynamite de Noel M. Smith (as Noel Mason) : Dick Barton[11]
- 1931 : Scareheads de Noel M. Smith (as Noel Mason) : Dick Tanner [11]
- 1932 : Speed Madness de George Crone : Bob Stuart
- 1934 : Pirate Treasure de Ray Taylor : Dick Moreland
- 1935 : The Live Wire de Harry S. Webb : Dick Nelson
- 1950 : Border Outlaws (en) (acteur, réalisateur et coproducteur)[12]

Assistant réalisateur
- 1960 : Le Grand Sam (North to Alaska) de Henry Hathaway[13]
- 1965 : L'Encombrant Monsieur John (John Goldfarb, Please Come Home), de J. Lee Thompson